# Stadtwerke Pirmasens Verkehr
Die Stadtwerke Pirmasens Verkehrs GmbH, abgekürzt SWP, ist ein einhundertprozentiges Tochterunternehmen der Stadtwerke Pirmasens Holding GmbH. Sie betreiben den Stadtbusverkehr in Pirmasens. Mit 11 Buslinien werden jährlich etwa 1 Mio. Fahrgäste befördert. Die 19 Busse halten an den 260 Haltestellen im 120 km langen Liniennetz.

## Geschichte
Im Jahre 1905 wurde die Straßenbahn Pirmasens mit einer Streckenlänge von circa 2,5 Kilometern in Betrieb genommen. Ab 1939 gab es den ersten Linienverkehr mit Dieselbussen. 1941 wurde der Oberleitungsbus Pirmasens eingeführt und die Straßenbahn infolgedessen 1943 stillgelegt. 1963 wurde mit dem Bau des Betriebshofs an der Streckbrücke begonnen. 1967 wurden auch die zweite Obus-Linie auf Dieselbetrieb umgestellt. Im Jahre 1970 wurde die Verkehrsgemeinschaft Pirmasens (VGP) zur gemeinsamen Bedienung der Vororte mit Post und Bahn gegründet. 1994 begann der Anruf-Sammel-Verkehrs (ASV). Sechs Jahre später, im Jahre 2000, trat die Stadtwerke Pirmasens dem Westpfalz-Verkehrs-Verbund WVV bei. 2006 wurden die Stadtwerke schließlich in den Verkehrsverbund Rhein-Neckar (VRN) integriert.

## Linienübersicht
Der Exerzierplatz ist der zentrale Verkehrsknotenpunkt, an dem alle Stadtbuslinien zusammentreffen. Die Linien verkehren im Rendezvousverkehr und treffen jeweils zur Minute 05, 20, 35 und 50 ein, um anschließend in verschiedene Richtungen abzufahren. Die ersten Busse fahren um 5:35 Uhr vom Exerzierplatz ab; die letzten Abfahrten erfolgen um 19:05 Uhr. Danach verkehren Ruftaxi in den Abendstunden. Die letzte Fahrt findet um 23:45 Uhr statt
Folgende Stadtbuslinien fahren in Pirmasens:
| Linie | Von           | Nach                 | über                               | Takt (Mo–Fr)     |
| ----- | ------------- | -------------------- | ---------------------------------- | ---------------- |
| 201   | Exerzierplatz | Ruhbank              | PLUP, Krankenhaus                  | 30 min           |
| 202   | Exerzierplatz | Weißhof              | Wiesenstraße, Winzler Straße       | 30 min           |
| 202   | Exerzierplatz | Sommerwald           | Rodalber Straße, Hbf*              | 30 min           |
| 203   | Exerzierplatz | Windsberg            | Hbf, Stadtwerke, Winzeln, Gersbach | 60 min           |
| 204   | Exerzierplatz | Waldfriedhof         | Messegelände                       | einzelne Fahrten |
| 205   | Exerzierplatz | Fehrbach             | Fachmärkte, Hengsberg              | 60 min           |
| 206   | Exerzierplatz | Arnulfstraße         | Hbf., Schachen, Stadtwerke         | 30 min           |
| 206   | Exerzierplatz | Horeb                | Neufferpark, Wormser Straße        | 30 min           |
| 207   | Exerzierplatz | Erlenbrunn           | PLUB, Krankenhaus                  | 60 min           |
| 208   | Exerzierplatz | Kirchberg            | Wiesenstraße, Bitcher Straße       | 30 min           |
| 209   | Exerzierplatz | Industriegebiet West | Wiesenstraße, Finanzamt            | einzelne Fahrten |
| 210   | Exerzierplatz | Niedersimten         | Bitcher Straße                     | 60 min           |
| 211   | Exerzierplatz | Sommerwald           | Hochschule, Wasserturm             | 30 min           |

*Jede 2. Fahrt (Abfahrt 35 am Exe) verläuft die Linie 202 nach Sommerwald weiter über den Hauptbahnhof.
Zusätzlich gibt es noch die Linie 212, diese ist ausschließlich nur im Schülerverkehr unterwegs.

## Aktuelle Fahrzeuge
Die Stadtwerke besitzen zurzeit 19 Omnibusse und 2 Kleinbusse für den Ruftaxiverkehr.
| Hersteller    | Bustyp                   | Anzahl |
| ------------- | ------------------------ | ------ |
| Mercedes-Benz | O530 Facelift            | 2      |
| Mercedes-Benz | Citaro 2 Euro 6          | 5      |
| Solaris       | Urbino 12 III Generation | 7      |
| Solaris       | Urbino 12 IV Generation  | 5      |